# Albera (Salvirola)
Albera es una fracción del municipio de Salvirola, Provincia de Cremona, Italia. Está ubicado al noreste del centro habitado.

## Historia
La localidad era un pequeño pueblo agrícola de origen antiguo del condado de Cremona con 72 habitantes a mediados del siglo XVIII.
En el período napoleónico (1809-1816), Albera fue una fracción de Romanengo, recuperando su autonomía con el establecimiento del Reino Lombardo-Veneto.
En la unificación de Italia en 1861, el municipio tenía 692 habitantes. En 1863 asumió el nombre oficial de Triburgo, denominación que hace referencia a los tres caseríos del territorio, pero que en su asonancia germanoparlante parecía ajena a la historia de la zona.
En 1868 la comuna de Triburgo fue agregada a la comuna de Salvirola.